# Miguel Lang-Lenton
Miguel Lang-Lenton de León (Las Palmas de Gran Canaria, España, 13 de enero de 1958) es un exnadador olímpico hispano-británico, que compitió por España. Hermano del también olímpico Arturo Lang-Lenton.

## Biografía

### Vida personal
De ascendencia británica por vía paterna, forma parte de una saga de hermanos nadadores, entre los que se destacan los internacionales Arturo Lang-Lenton, olímpico en 1968 y 1972, y Jorge Lang-Lenton, presidente de la Federación Española de Salvamento y Socorrismo, amén de Rosario Lang-Lenton, juez árbitro internacional de salto.
Profesionalmente se ha dedicado a la medicina, en la especialidad de anestesiología, y ha sido director médico del Hospital Universitario de Gran Canaria Doctor Negrín.

### Trayectoria deportiva
Desarrolló su carrera en el Club Natación Metropole. Como su hermano mayor Arturo, se especializó en la prueba de los 200 m estilo mariposa. Fue campeón de España en siete ocasiones (cuatro de verano) y estableció cuatro récords nacionales (tres en piscina larga).
Participó en los Juegos Olímpicos de Montreal 1976, sin superar la primera eliminatoria de los 200 m mariposa.